# 三尾灰蝶族
三尾灰蝶族（學名：Catapaecilmatini）是灰蝶科線灰蝶亞科裡的一個族。物種分佈於東洋界。

## 分類
- 三尾灰蝶屬 Catapaecilma
- 刺灰蝶屬 Acupicta